# Sébastien Izambard
Sébastien Izambard (ur. 7 marca 1973 w Paryżu) – francuski tenor, piosenkarz. Jeden z członków międzynarodowego projektu wokalnego Il Divo.